# FC Oulu
Der FC Oulu war ein zwischen 1991 und 1994 existierender finnischer Fußballverein aus der nordfinnischen Stadt Oulu.

## Geschichte
Der FC Oulu entstand 1991, als sich die Fußballabteilungen von Oulun Työväen Palloilijat und Oulun Luistinseura von den jeweiligen Hauptvereinen lösten und zusammenschlossen. Der Klub übernahm das Startrecht von Oulun Työväen Palloilijat in der Veikkausliiga, nachdem sich der Klub in der Spielzeit 1991 in der Relegation gegen FinnPa Helsinki durchgesetzt hatte. Am Ende der Spielzeit 1992 belegte der FC Oulu ebenfalls nur den Relegationsplatz, im erneuten Duell mit FinnPa Helsinki verpasste die Mannschaft den Klassenerhalt. In der Zweitliga-Saison 1993 erreichte die Mannschaft die Relegationsrunde, die aufgrund einer Erweiterung des Teilnehmerkreises der Veikkausliiga in Ligaform ausgetragen wurde und mit Erreichen des fünften Platzes dort den direkten Wiederaufstieg zur Folge hatte.
Die Veikkausliiga-Spielzeit 1994 beendete der FC Oulu gemeinsam mit Mitaufsteiger Kuopion PS auf einem Abstiegsplatz. Anschließend zog sich der von finanziellen Problemen geplagte Klub vom Spielbetrieb zurück, der IF Gnistan profitierte als Nachrücker in die Ykkönen. Nach einem Konkursverfahren löste sich der Klub 1995 auf, bei Oulun Työväen Palloilijat und Oulun Luistinseura entstanden jeweils wieder im unterklassigen Bereich antretende Fußballmannschaften.
Später kam es mit der Gründung des AC Oulu zu einem weiteren Versuch, die besten Fußballmannschaften innerhalb der nordfinnischen Stadt zu bündeln. Dieser Gründung blieb ein nachhaltigerer Erfolg beschieden.